# Busted
A Busted egy angol pop-punkegyüttes volt, mely 2001-ben alakult és hivatalosan 2005. január 14-én oszlott fel. Tagjai: Matt Willis (basszusgitár; szül.: 1983. május 8.), James Bourne (gitár; szül.: 1983. szeptember 13.) és Charlie Simpson (gitár, alkalmanként dob; szül.: 1985. június 7.). Két tripla platina nagylemezük van. A csapat, eredeti formációban és hosszú szünet után végül újra összeállt, és 2016-ban kiadták Night Driver, valamint 2019-ben a Half Way There című albumukat. A csapat jelenleg is aktív, koncert turnékon van, saját Facebook rajongói oldallal.

## A kezdetek
Először Matt és James találkoztak egy zenei menedzser hatására. Mindkét fiúnak addigra volt már némi zenei háttere, Matt 13 évesen alapította meg első zenekarát, mely Green Day-átdolgozásokat játszott, a Michael Jacksonért rajongó James pedig 12 éves volt, mikor létrehozta Sic Puppy nevű együttesét. James rock-pop, míg Matt punk hangzást vitt a Bustedba. Azonban szükség volt még egy tagra, ezért a két fiú feladott egy újsághirdetést egy angol zenei magazinban, az NME-ben.
A hirdetésre az akkor 16 éves Charlie Simpson is jelentkezett, akit rögtön bevettek a csapatba. Charlie, kedvenc együttesei, a The Deftones és a Jimmy Eat World hatására az alternatív, rockosabb stílust képviselte.
Az együttes demóit és első számait egy rossz állapotban lévő, lyukas tetejű stúdióban vették fel, Londonban. A tagok mindig is büszkék voltak arra, hogy minden dalukat maguk írták.
Olyan hír is napvilágot látott, miszerint Charlie Simpson csatlakozása előtt a Busted 4 tagból állt: Matt Willis, James Bourne, Ki Fitzgerald és Owen Doyle alkották a zenekart.

## Berobbanás
2002-ben adták ki első kislemezüket What I Go To School For címmel. A dal inspirálója Matt volt biológia-tanárnője volt, akit a dalban "Miss McKenzie"-ként emlegetnek. 2003-ban, a The Frank Skinner Showban azonban kiderült, hogy nem Matt biológia-tanárnője, hanem tánctanárnője, Michelle Blair adta az ötletet a dalhoz.
Berobbanó slágerük az Egyesült Királyságban egészen a harmadik helyig jutott a slágerlistákon.
Innentől kezdve nem volt megállás, tomboló - többnyire lányokból álló - rajongótáborok rohamozták meg a három fiatal srácot, akik élvezték a hírnévvel járó előnyöket.

## Feloszlás
2005. január 14-én a Busted tagjai hivatalosan is bejelentették a zenekar feloszlását. A befejezés okának Charlie-t nevezték meg, aki elmondása szerint több időt szeretett volna tölteni másik együttesével, az alternatív rockot játszó Fightstarral. A hír sokkolta a rajongókat, és január 14-ét nemzetközi Busted-nappá nyilvánították.

## Élet a Busted után
A Busted befejezése után Matt, James és Charlie külön utakon folytatták karrierjüket. Charlie a Fightstarral turnézott tovább, azóta megjelent első nagylemezük, Grand Unification címmel, és idén szeptember 3-ára tervezik második nagylemezük megjelenését, One Day Son, This Will Be All Yours címmel.
James egy kis pihenő után megalapította ruházati cégét, mely első zenekaráról kapta a Sic Puppy nevet. A cég fiatalos, főként sportos ruhákat, illetve kiegészítőket gyárt. Miután James bebiztosította magát anyagilag, nekilátott egy újabb zenekar megalapításához. Hosszas keresgélés után sikerült megtalálnia azt a négy fiatal tehetséget, akivel megalapította a Son of Dork nevű formációt. Debütáló kislemezük 2005 novemberében került a polcokra, ekkor jelent meg első kislemezük is, Welcome to Loserville címmel. Jelenleg is turnéznak Angliában, immáron csak négyen, mivel az egyik tag, David Williams 2007. július 11-én bejelentette, hogy kiszáll az együttesből.
Matt két társával ellentétben nehezebben dolgozta fel a hirtelen jött helyzetet, és az alkoholba menekült. A londoni The Priory klinikára került, ahol olyan hírességeket is kezeltek, mint például Robbie Williams-t és Ozzy Osbourne-t. Szerencsére barátnője, a modell és MTV műsorvezető Emma Griffiths mindig mellette állt, és segített Mattnek a gyógyulásban, melynek eredményeként egy-két hét múlva ki is jöhetett a klinikáról. Matt utána szólókarrierbe kezdett, és 2006. november 20-án kiadta első nagylemezét Don't Let It Go to Waste címmel.

## Nagylemezek
- Busted (2002)
- A Present for Everyone (2003)
- Busted Live: A Ticket for Everyone (2004)
- Busted (US) (2004)

## Kislemezek
- What I Go to School For (2002) – #3 UK, #22 AUS, #32 Austria, #34 GER, #20 IRE, #40 USA Airplay
- Year 3000 (2003) – #2 UK, #15 Austria, #5 Belgium, #21 GER, #9 NETH, #9 Taiwan, #2 IRE, #19 NOR, #10 DEN, #43 Australia
- You Said No (2003) – #1 UK, #38 GER, #27 NETH, #3 IRE, #15 DEN
- Sleeping with the Light On (2003) – #3 UK, #4 IRE
- Crashed the Wedding (2003) – #1 UK, #28 NETH, #3 IRE, #14 Japan, #6 Spain, #3 DEN
- Who’s David? (2004) – #1 UK, #9 IRE
- Air Hostess (2004) – #2 UK, #12 IRE
- Thunderbirds/3am|Thunderbirds Are Go/3am (2004) – #1 UK, #6 IRE, #1 Japan
- She Wants to Be Me (2004) (slágerlistára kerülésre nem jogosult – korlátozott példányszámban kiadott 3" kislemez